# Kasejovický akát
Kasejovický akát je památný strom v obci Kasejovice. Trnovník akát (Robinia pseudoacacia) roste vlevo od kapličky u cesty na Chloumek. Prasklý kmen je stažen obručí, hustá koruna se větví z jednoho místa. Obvod kmene je 389 cm, průměr koruny okolo 13 m a strom dosahuje do výšky 10,5 m (měření 2000). Strom je chráněn od roku 1976 pro svůj vzrůst a jako součást památky.

## Stromy v okolí
- Chloumecká lípa